# Roßtal
Roßtal – gmina targowa w Niemczech, w kraju związkowym Bawaria, w rejencji Środkowa Frankonia, w regionie Planungsregion Nürnberg, w powiecie Landkreis Fürth. Leży w Okręgu Metropolitalnym Norymbergi, około 15 km na południowy zachód od Norymbergi i około 7 km od Zirndorfu, przy linii kolejowej Crailsheim – Norymberga.

## Podział administracyjny
Gmina składa się z następujących części:
| - Buchschwabach - Buttendorf - Clarsbach - Defersdorf | - Großweismannsdorf - Kleinweismannsdorf - Herboldshof - Kastenreuth | - Kernmühle - Neuses - Oedenreuth - Raitersaich | - Stöckach - Trettendorf - Wimpashof - Weitersdorf |

## Zabytki
- kościół św. Wawrzyńca

## Współpraca
Miejscowości partnerskie:
- Auzances, Francja
- Frankenmuth, Stany Zjednoczone
- Thalheim/Erzgeb., Saksonia

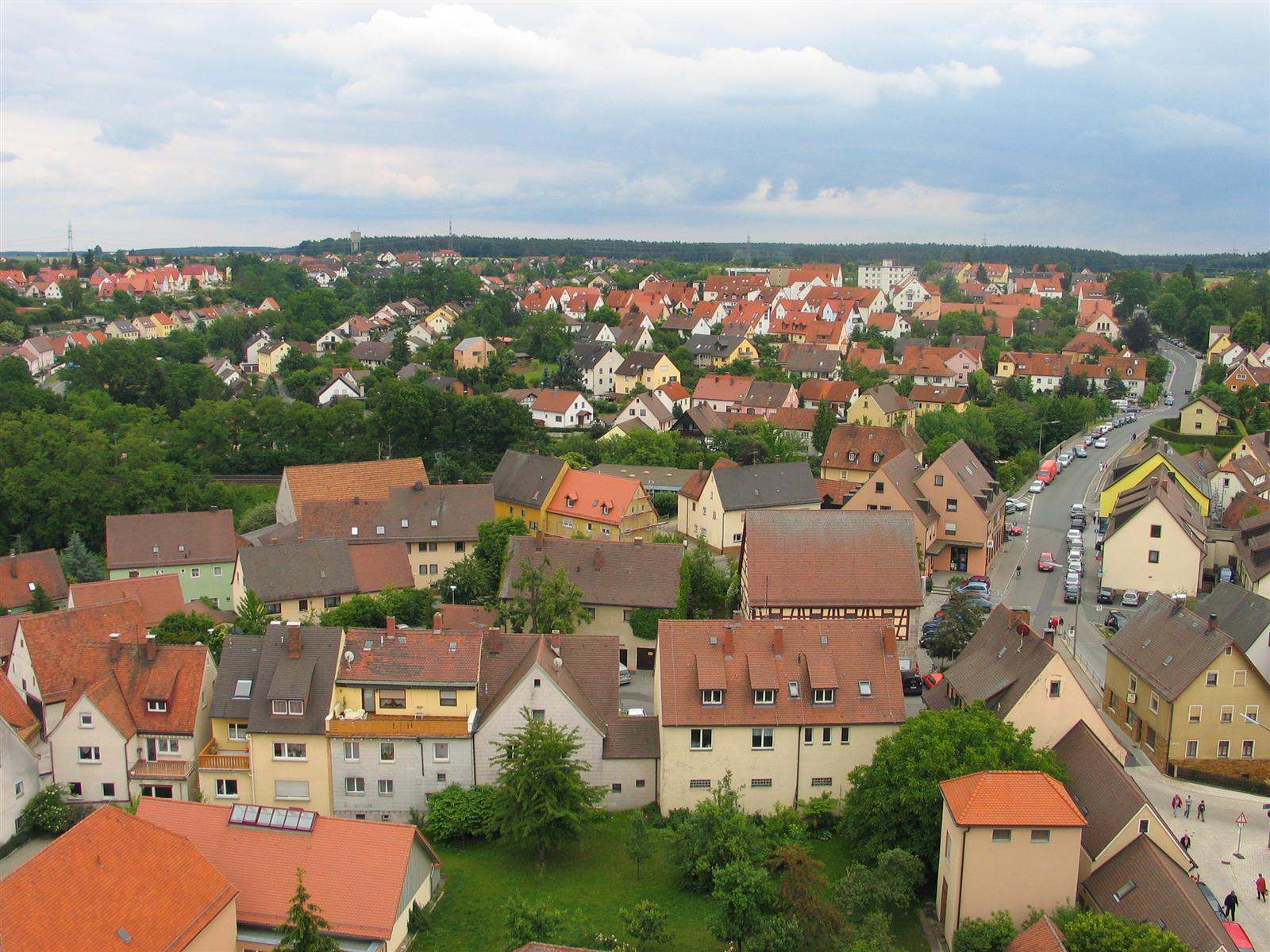
Widok z lotu ptaka

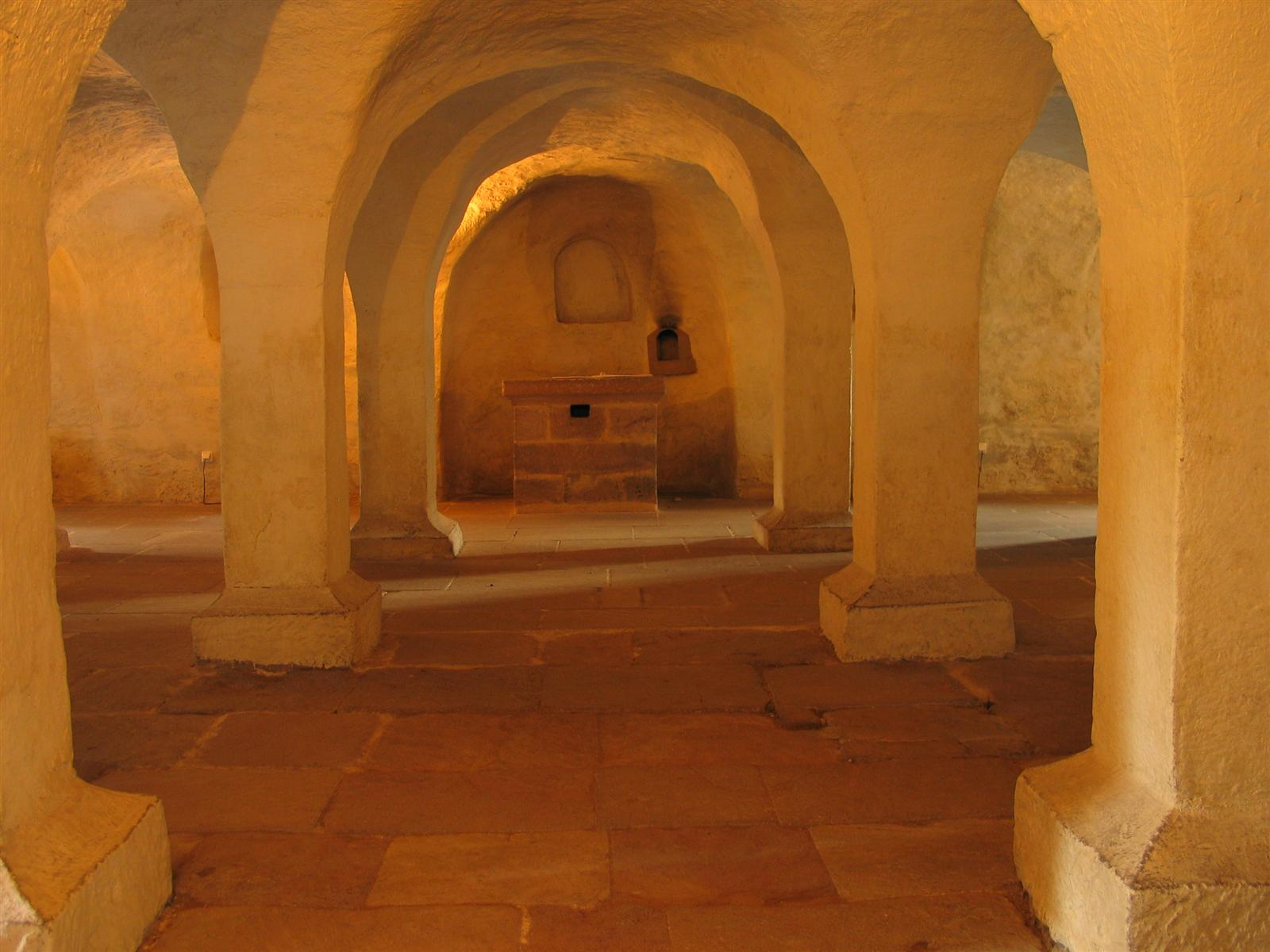
Krypta